# Дигитална самоодбрана
Дигитална самоодбрана је употреба стратегија самоодбране коју користе корисници интернета како би осигурали дигиталну безбедност, односно заштитили поверљиве личне електронске податке.  Софтвер за интернетску безбедност пружа почетну заштиту постављањем заштитног зида, као и скенирањем рачунара на малвер, вирусе, тројанске коње, црве и шпијунски софтвер. Међутим, информације са највећим ризиком укључују личне податке као што су датуми рођења, бројеви телефона, подаци о банковном рачуну и школовању, сексуалност, верска опредељења, адреса електронске поште и лозинке. Ове информације се често отворено откривају на веб-сајтовима за друштвене мреже, остављајући кориснике интернета рањивим на социјални инжењеринг и потенцијално на интернет криминал. Мобилни уређаји, посебно они са вај-фај мрежом, омогућавају ненамерно дељење ових информација. 
Дигитална самоодбрана захтева од корисника интернета да активно учествују у заштити својих личних података. Често се предлажу четири кључне стратегије које помажу у тој заштити.

## Рачунарска безбедност
Рачунарска безбедност у овом контексту односи се на софтвер за интернет заштиту. Стална безбедност приватних података захтева често ажурирање дефиниција вируса и шпијунског софтвера, тако да стални развој злонамерног софтвера не може да омета приватне информације или да их копира. 

## Налози електронске поште и корисничка имена

### Избор одговарајућег налога електронске поште
Пракса коришћења више налога електронске поште за одвајање личне и пословне употребе од рекреативне је стратегија која се обично користи за управљање личном приватношћу. Бесплатна и увек спремна доступност налога електронске поште са веб-сајтова као што су Јаху, Google или Hotmail омогућава заштиту личног идентитета употребом различитих имена за идентификацију сваког налога електронске поште. Ови рачуни за једнократну употребу могу се одбацити или заменити, пружајући други ниво заштите.

### Избор корисничког имена
Корисничко име је потребно за подешавање налога електронске поште, као и за отварање рачуна за разне званичне, комерцијалне, рекреативне и друштвене мреже. У многим случајевима адреса електронске поште се такође може користити и као корисничко име. Корисничка имена која су узајамно повезана са личним подацима, попут имена или надимка, изложенија су ризику од оних која су тајна или анонимна, посебно на друштвеним и рекреативним веб-сајтовима.

## Јачина лозинке
Лозинка је обавезна мера безбедности која прати корисничка имена. Коришћење личних података за израду лозинки, тј. имена чланова породице, имена кућних љубимаца или датума рођења повећава ризик за поверљиве информације и лакше их је разбити него дуге сложене лозинке па је јачина лозинке кључна стратегија за заштиту личних података. Лозинка може бити слаба или јака: слаба лозинка је нпр. слаткиљубимац, док је јака лозинка нпр. 
?lACpAs56IKMs.
Према Microsoft-у, идеална лозинка треба да има најмање 14 знакова и да садржи слова, интерпункцију, симболе и бројеве, где се сложеност повећава додавањем великих слова. 

## Управљање личним подацима помоћу опција приватности
Друштвене мреже носе веће ризике по безбедност личних електронских података јер се осетљиве, приватне или поверљиве информације, попут личних идентификатора, рутински користе за прављење јавних профила.  Многи веб-сајтови пружају опције за смањење количине личних података откривених кроз прилагођавање поставки приватности. Међутим, поставке приватности се могу ресетовати ако дође до промена на веб-сајту. 